# Joseph Schubert
Joseph Schubert (Bucarest, 6 luglio 1890 – Monaco di Baviera, 4 aprile 1969) è stato un vescovo cattolico rumeno.

## Biografia
Monsignor Joseph Schubert nacque a Bucarest il 6 luglio 1890 da genitori di origini tedesche.

### Formazione e ministero sacerdotale
Compì gli studi per il sacerdozio presso il seminario arcivescovile di Bucarest e l'Università di Innsbruck.
Il 15 luglio 1916 fu ordinato presbitero. Fu vicario parrocchiale e parroco in diverse parrocchie tra le quali quella di Popești-Leordeni dal 1919 al 1924 e di quella della cattedrale di San Giuseppe a Bucarest dal 1932 al 1951. Successivamente venne nominato canonico del capitolo metropolitano. Era noto per l'essere un prete saggio e santo, estremamente attivo nell'Azione Cattolica e nei centri di formazione di catechetica di Bucarest. Sempre nella capitale rumena fondò centri di assistenza sociale per i poveri, oltre alla rivista "Buletinul Parohial".

### Ministero episcopale
Nel giugno del 1950 papa Pio XII lo nominò vescovo titolare di Ceramussa. Ricevette l'ordinazione episcopale in segreto il 30 dello stesso mese nella cattedrale di San Giuseppe a Bucarest dal vescovo di Savannah-Atlanta Gerald Patrick Aloysius O'Hara, reggente della nunziatura.
Nel mese di maggio del 1950 il regime comunista aveva messo l'arcivescovo di Bucarest Alexandru Cisar agli arresti domiciliari presso il convento francescano della capitale. Per un breve periodo a guidare l'arcidiocesi di Bucarest come amministratore apostolico fu proprio monsignor Joseph Schubert, che verrà poi arrestato con padre Heronimus Mengés, padre Pojar Mathias, padre Baltheiser Johann e padre Heider Xaveriu.
La notte del 19 novembre 1950 consacrò vescovo in segreto nella cappella battesimale della cattedrale di San Giuseppe a Bucarest padre Alexandru Todea, futuro cardinale. Il direttore della Securitate Gheorghe Pintilie, lo avrebbe fatto arrestare già il 18 dicembre 1950. Tuttavia un rapporto mise in evidenza che "ancora non vi era abbastanza materiale per procedere". Pertanto, la terza divisione provvide a raccogliere nuove prove. A lui era infatti attribuito il ruolo di informatore del Vaticano in Romania, dopo che monsignor Gerald Patrick Aloysius O'Hara, reggente della nunziatura, fu espulso dal paese il 5 luglio 1950.
Venne arrestato il 17 febbraio 1951. Fu processato nel gruppo "spie" del Vaticano comprendenti i vescovi Augustin Pacha e Adalbert Boroș e altri sacerdoti. Venne condannato al carcere a vita. Scontò 14 anni di carcere nelle prigioni di Sighetu Marmației, Oradea dal 1954 al 1956, Aiud, Pitești dal 1957 al 1960, Dej e Gherla Fu tra gli ultimi prigionieri ad essere rilasciati quando il 4 agosto 1964 venne concessa un'amnistia. Non gli fu tuttavia permesso di tornare a Bucarest. Per i successivi cinque anni fu confinato a Timișu de Sus. Visse gli anni del confino deluso e insoddisfatto della linea aperturista verso i paesi comunisti della Chiesa post-conciliare e della mancanza di segnali concreti di solidarietà de parte della Santa Sede. Secondo Stehle, il caso di monsignor Schubert è un esempio tipico di quella che potrebbe essere definita la mancanza di azione del Vaticano. Secondo Francisc Augustin monsignor Schubert rifiutò ogni contatto con i funzionari cattolici favorevoli a un accordo con il regime.
Grazie al cambiamento e alla flessibilità della politica vaticana verso i paesi comunisti, il leader sovietico Nikita Sergeevič Chruščëv, successore di Stalin, cominciò a promuovere l'idea di blocchi di "coesistenza pacifica", invitando a rinunciare alla strumentalizzazione del martirio. Durante i papati di Giovanni XXIII e Paolo VI, il Vaticano fece affidamento sul dialogo diplomatico, sperando che questo permettesse situazioni favorevoli alla vita religiosa cattolica e alla normalizzazione pastorale.
Con la rinuncia della Santa Sede alla condanna del comunismo, i "martiri" delle Chiese dei paesi comunisti divennero talora personaggi imbarazzanti per la nuova politica papale. Alla fine degli anni '60 monsignor Schubert ottenne un passaporto e il permesso di lasciare il paese e trasferirsi in Germania Ovest. Prima della partenza, monsignor Áron Márton, vescovo di Alba Iulia gli consigliò di recarsi al più presto a Roma per informare il papa della situazione dei cattolici in Romania. Accettò il consiglio come un grande dovere di coscienza.
Il 24 gennaio 1969 lasciò la Romania già molto malato. L'8 febbraio raggiunse Roma. Si incontrò con monsignor Vasile Cristea, visitatore apostolico per i fedeli greco-cattolici rumeni della diaspora, monsignor Pamfil Cârnaţiu, della Segreteria di Stato della Santa Sede, monsignor Agostino Casaroli, segretario del Consiglio per gli affari pubblici della Chiesa, monsignor Giuseppe Chelli e altre personalità della Curia romana, alle quali diede un rapporto completo e dettagliato della situazione, con particolare riferimento ai fedeli di rito orientale. Cercò con tutti i mezzi di parlare personalmente con papa Paolo VI. Il 19 febbraio incontrò il pontefice in un incontro pubblico e gli chiese di essere ricevuto. Il papa gli concesse un'udienza privata il 22 febbraio. L'incontro durò 45 minuti. Egli supplicò il pontefice di non dimenticarsi per nessuna ragione dei greco-cattolici di Romania e della loro Chiesa, perché questo sarebbe stato un errore storico del quale i posteri avrebbero accusato la Santa Sede con grande severità. Gli chiese, come ricompensa e incoraggiamento, di creare cardinali Iuliu Hossu e Áron Márton. Il papa gli espresse la sua gratitudine, lo ringraziò e lo omaggiò per la fede e la fedeltà nel sopportare la malattia e la fatica. Al termine dell'udienza disse di aver adempiuto alla sua missione come Simeone e di poter morire in pace. Tornato in Germania si disse comunque deluso per l'atteggiamento freddo della Chiesa.
Morì in una clinica di Monaco di Baviera il 4 aprile 1969. Le esequie furono presiedute dal cardinale Julius August Döpfner. È sepolto nella cripta dei vescovi della Frauenkirche di Monaco di Baviera.
Nel 1997 la magistratura rumena lo riabilitò legalmente. Monsignor Joseph Schubert è nella storia della Chiesa locale un esempio di fede, attaccamento alla vita cristiana e di un comportamento pastorale non incline ai compromessi e con valori specifici. Rimane una vittima della repressione anticattolica perpetrata dal regime comunista.

## Genealogia episcopale e successione apostolica
La genealogia episcopale è:
- Cardinale Scipione Rebiba
- Cardinale Giulio Antonio Santori
- Cardinale Girolamo Bernerio, O.P.
- Arcivescovo Galeazzo Sanvitale
- Cardinale Ludovico Ludovisi
- Cardinale Luigi Caetani
- Cardinale Ulderico Carpegna
- Cardinale Paluzzo Paluzzi Altieri degli Albertoni
- Papa Benedetto XIII
- Papa Benedetto XIV
- Cardinale Enrico Enriquez
- Arcivescovo Manuel Quintano Bonifaz
- Cardinale Buenaventura Córdoba Espinosa de la Cerda
- Cardinale Giuseppe Maria Doria Pamphilj
- Papa Pio VIII
- Papa Pio IX
- Cardinale Raffaele Monaco La Valletta
- Cardinale Francesco Satolli
- Cardinale Dennis Joseph Dougherty
- Vescovo Gerald Patrick Aloysius O'Hara
- Vescovo Joseph Schubert

La successione apostolica è:
- Cardinale Alexandru Todea (1950)